# Sainte-Agnès (Jura)
Sainte-Agnès – miejscowość i gmina we Francji, w regionie Burgundia-Franche-Comté, w departamencie Jura.
Według danych na rok 1990 gminę zamieszkiwało 301 osób, a gęstość zaludnienia wynosiła 74 osoby/km² (wśród 1786 gmin Franche-Comté Sainte-Agnès plasuje się na 453. miejscu pod względem liczby ludności, natomiast pod względem powierzchni na miejscu 879.).